# DNA-Impfstoff

Schematische Darstellung eines Plasmids

DNA-Impfstoffe (englisch DNA vaccines) bezeichnen Impfstoffe, die anstatt eines Proteins eines Krankheitserregers ausschließlich die DNA-Teile aus seinem Genom verwenden, welche die genetische Information für ein oder mehrere Proteine enthalten, die anschließend dem Immunsystem als Antigene dienen und eine Immunantwort hervorrufen. Daher gehören DNA-Impfstoffe zu den genetischen Impfstoffen. Die DNA selbst wird nicht vom Immunsystem als Antigen erkannt, sondern über mehrere Schritte in ein Protein übersetzt. Die DNA wird nach kurzer Zeit in der Zelle durch Nukleasen abgebaut. Diese Art der Impfung wird DNA-Impfung oder auch DNA-Vakzinierung genannt. Der weltweit erste DNA-Impfstoff war gegen das West-Nil-Virus gerichtet und wurde 2005 in den USA für Pferde zugelassen. ZyCov-D war 2021 der weltweit erste für den Menschen zugelassene DNA-Impfstoff.

## Prinzip

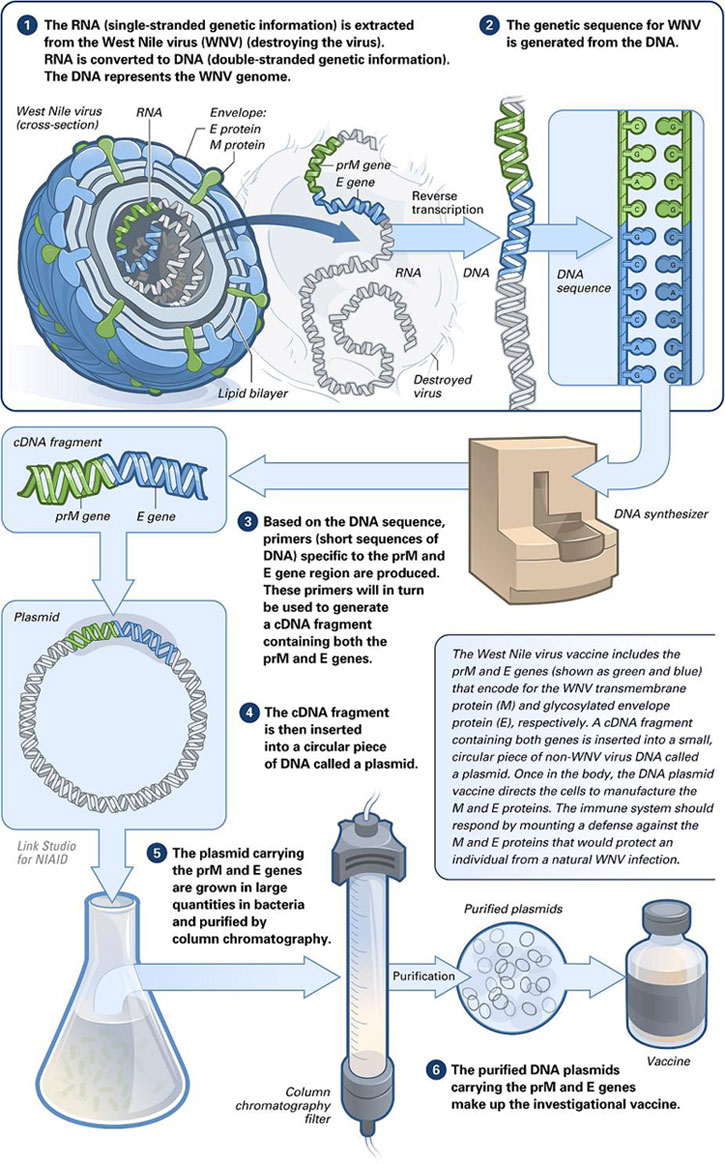
Schematische Herstellung eines DNA-Impfstoffs

Modell einer Pore in einer Doppellipidschicht

Der Träger für die genetische Information des Antigens ist in der Regel ein ringförmiges DNA-Molekül (Plasmid), das in ungefährlichen Bakterien unter kontrollierten Bedingungen hergestellt wird. Die DNA wird meistens mit einem Transfektionsreagenz versehen. Üblicherweise wird als Transfektionsreagenz ein basisches Lipid verwendet, das der DNA ermöglicht, per Endozytose in eine Zelle aufgenommen zu werden und die Membran des Endosom zu durchdringen und dieses somit zu verlassen. Die DNA liegt mit dem Lipid in Form flüssiger Nanopartikel vor (kationische Liposomen).
Die DNA wird in den Zellkern importiert, wo die Transkription stattfindet, dem ersten Schritt der Genexpression. Dabei wird die DNA in mRNA umgeschrieben. Die mRNA wird aus dem Zellkern ins Zytosol ausgeschleust. Die Übersetzung der mRNA in ein Protein (das als Antigen wirkt) wird als Translation bezeichnet und findet im Zytosol an Ribosomen statt. Das entstandene Erregerprotein wird anschließend am Proteasom zu Peptiden proteolysiert, welche an MHC I und in geringem Umfang auch an MHC II präsentiert werden. Dadurch entsteht sowohl eine zelluläre als auch eine humorale Immunantwort. Membranproteine werden (zusätzlich zur MHC-Präsentation der Peptide) an der Zelloberfläche präsentiert. Durch diesen Vorgang wird auf zellulärer Ebene eine symptomfreie Infektion im Wirtskörper simuliert, die eine Immunantwort auslöst. Zudem können Sequenzen pro-inflammatorischer Zytokine (z. B. IL-2 oder GM-CSF) in die Plasmide eingebaut werden bzw. in einem zusätzlichen Plasmid enthalten sein, welche dann exprimiert werden. Dies verbessert den Effekt der Immunisierung.
DNA-Impfstoffe können unter anderem intramuskulär injiziert oder bioballistisch (per Genkanone) verabreicht werden. Für DNA-Impfungen werden nadelfreie Injektionssysteme entwickelt: Dabei wird die DNA an Goldpartikel gebunden und in den Muskel durch eine Impfpistole injiziert. Bei der Injektion in das Muskelgewebe konnte eine höhere Expressionsrate als in anderen Gewebetypen festgestellt werden. Es wird vermutet, dass die Struktur der Muskelzellen dabei eine Rolle spielt. Mögliche weitere Verabreichungsmethoden sind selbstklebende Pflaster, die mit antigen-kodierenden Plasmiden beschichtet sind, oder der Einsatz elektrischer Impulse zur Stimulierung der Aufnahme des Wirkstoffs in das Gewebe (Elektroporation).

## Verwendung
Die ersten DNA-Impfstoffe wurden an HIV-positiven Patienten getestet, weitere Tests fanden an Gesunden statt, um Impfstoffe gegen HIV zu testen. Obschon die Immunantwort im Menschen eher schwach ausfällt, zeigte sich in Verwendung mit rekombinanten Vektoren und Hilfsstoffen eine Schutzwirkung in Primaten.
Neben HIV-Impfstoffen wird auch verstärkt nach Influenza-Impfstoffen geforscht. 2002 stellten Forscher die Vermutung auf, dass DNA-Impfungen eine erste Maßnahme gegen Influenza-A/H5N1-Stämme mit hoher Letalität bilden könnten, stellten jedoch auch fest, dass die DNA-Impfung allein nur einen sehr beschränkten Schutz gegen den für Mäuse pandemischen HK/483-Stamm boten. In der Tiermedizin starteten die ersten Versuche der DNA-Impfung 1993 bei Geflügel, getestet wurde der Effekt auf Geflügelpest. Dort gibt es mittlerweile eine DNA-Impfung gegen die Vogelgrippe H5N1 bei Hühnern.
Zur oralen Impfung von Bienen gegen die Varroa-Milbe wurde ein DNA-Impfstoff entwickelt, eine praktische Anwendung ist jedoch nicht bekannt (Stand Mai 2020).
In klinischer Prüfung befinden sich auch DNA-Impfstoffkandidaten zur Behandlung verschiedener Tumoren, wie z. B. Zervix- oder Kopf-Hals-Karzinome.
Das indische Unternehmen Cadila Healthcare hatte bei den indischen Behörden eine Notfallzulassung für den DNA-Impfstoff ZyCoV-D beantragt. Die Zulassung erfolgte im August 2021. Auch das amerikanische Unternehmen Inovio ist dabei, einen DNA-Impfstoff gegen SARS-CoV-2 zu entwickeln.

## Abgrenzung zu Impfungen mit Vektorviren
Eine Möglichkeit der Impfung kann auch das Einbringen der DNA mittels eines viralen Vektors sein. Der virale Vektor ist dabei nicht der zu bekämpfende Erreger selbst, sondern ein Trägervirus, in das der Teil der DNA des Erregers eingebaut wurde, der für das Antigen codiert. Als Trägerviren werden unter anderem abgeschwächte Adenoviren verwendet, die nicht humanpathogen sind. Teilweise wird für diese Form der DNA-Einbringung der Begriff „DNA-basiert“ (engl. „DNA-based“) oder auch „DNA-Impfung“ verwendet. Es gibt jedoch auch RNA-basierte virale Vektoren, die nicht dieser Definition entsprechen. In der Impfstoffentwicklung werden derartige Impfstoffe daher als Vektorimpfstoffe bezeichnet.

## Vergleich mit anderen Impfstofftypen
Die Hauptvorteile von DNA-Impfstoffen gegenüber einer Impfung mit gereinigten oder rekombinanten Antigenen liegen in der einfachen und sehr kostengünstigen Herstellung per Fermentation, der biologischen und chemischen Stabilität, der einfachen Anpassung der Impfstoffe sowie einer Aktivierung der zellulären Immunität. Außerdem könnten Massenimpfungen sicherer und schneller durchgeführt werden. Außerdem enthält die eingebaute DNA starke Promotoren. Die Weltgesundheitsorganisation stellte 2005 Richtlinien für die Herstellung von DNA-Impfstoffen auf, die 2020 aktualisiert wurden. Nachteile von DNA-Impfstoffen sind eine oftmals geringe Immunogenität ohne mitexprimierte Zytokine und die Möglichkeit der Insertion ins Genom des Geimpften. Im Zuge der Immunantwort durch cytotoxische T-Zellen werden die exprimierenden Zellen aber ohnehin zerstört. Um die Immunantwort zu verbessern, werden nur bestimmte Promotoren und Polyadenylierungssignale verwendet, eine Codon-Optimierung durchgeführt und das Einfügen von Introns untersucht.
Im Gegensatz zu RNA-Impfstoffen werden DNA-Impfstoffe in den Zellkern transportiert und sind vom Import in den Zellkern und von der Transkription abhängig. RNA in RNA-Impfstoffen ist im Vergleich zu DNA relativ empfindlich für abbauende Enzyme (bei RNA sind das RNasen), die ubiquitär vorkommen. DNA ist dagegen stabil auch bei Raumtemperatur und erfordert keine Kühlkette. RNA ist kostenintensiver herzustellen als Plasmid-DNA. Bei viralen Vektoren, DNA-, RNA- und Untereinheitenimpfstoffen wird kein vollständiger Erreger zur Produktion verwendet, wodurch für die Produktionsstätte keine zusätzliche Zulassung notwendig ist, in Deutschland nach dem Infektionsschutzgesetz und der Biostoffverordnung. Die Herstellung von RNA-Impfstoffen per In-vitro-Transkription erfolgt zudem ohne eine Verwendung lebender Zellen (zellfreie Produktion).
Im Gegensatz zu attenuierten (aus in ihrer Wirkung abgeschwächten Erregern bestehenden) Impfstoffen kann keine Reversion (Rückmutation) zu einem Pathogen auftreten, da nur einzelne Bestandteile eines Pathogens verwendet werden. Im Vergleich zu viralen Vektoren erzeugt RNA (und DNA) keine Vektorimmunität, da RNA-Lipid-Nanopartikel keine Proteine aufweisen, die sonst bei viralen Vektoren und ihrer erneuten Anwendung zu einem vorzeitigen Abbau eines Anteils der viralen Vektoren führt. Im Gegensatz zu älteren Impfstofftypen wie Totimpfstoffen, darunter auch Untereinheitenimpfstoffe und Peptidimpfstoffe, wird bei genetischen Impfstoffen (DNA-Impfstoffe, RNA-Impfstoffe oder virale Vektorimpfstoffe) das Antigen im Zytosol erzeugt, wodurch nicht nur eine humorale, sondern auch eine zelluläre Immunantwort ausgelöst wird.